# Vilibald Zuppa
Vilibald Zuppa (?-2. siječnja 1969.), nekadašnji igrač Hajduka iz 1911. godine sa svega jednim nastupom u prijateljskoj utakmici. Nastupao je i na prvoj Hajdukovoj trening utakmici 16. travnja 1911. za momčad A protiv momčadi B.
Prema njegovom unuku Mislavu, Vilibald je bio “študent arhitekture u Grazu, zaljubljen u balun...”, a nalazi se na prvoj povijesnoj fotografiji Hajdukovih igrača iz 1911. godine, na kojoj je pogrešno ispisana godina 1910., kada Hajduk još nije postojao.
U prvoj Hajdukovoj utakmici koju je igrao protiv Calcia uz njega u prvoj postavi igrali su Buchberger (branka), Fakač, Namar, Bonetti, Murat, Tudor, Šitić, Raunig, Lewaj i Nedoklan. 
Nema nijednog postignutog gola.
Statistika u Hajduku
| Natjecanje        | Nastupi | Zgoditci |
| ----------------- | ------- | -------- |
| Prvenstvo         | 0       | 0        |
| Kup               | 0       | 0        |
| Superkup          | 0       | 0        |
| Međunarodne       | 0       | 0        |
| Splitski podsavez | 0       | 0        |
| Ukupno            | 0       | 0        |
| Prijateljske      | 1       | 0        |
| Sveukupno         | 1       | 0        |